# Botanophila israelitica
Botanophila israelitica este o specie de muște din genul Botanophila, familia Anthomyiidae. A fost descrisă pentru prima dată de Willi Hennig în anul 1976.
Este endemică în Israel. Conform Catalogue of Life specia Botanophila israelitica nu are subspecii cunoscute.